# Số Mach
Số Mach là một đại lượng vật lý biểu hiện tỉ số giữa vận tốc chuyển động của vật thể trong một môi trường nhất định (hoặc vận tốc tương đối của dòng vật chất) đối với vận tốc âm thanh trong môi trường đó. Trong khí động lực học, số Mach đặc trưng cho mức độ chịu nén của dòng chất khí chuyển động.
Trong vật lý, đại lượng này có ký hiệu Ma trong các hệ thống SI, ISO 31, IUPAP-25, tuy nhiên ngành hàng không dùng ký hiệu M. Tên gọi của đại lượng này được đặt theo tên nhà vật lý thế kỉ 19 là Ernst Mach.

## Công thức
{\displaystyle Ma={\frac {v}{c}}}
trong đó Ma là số Mach, v là vận tốc chuyển động của vật thể (hoặc của môi trường vật chất), c là vận tốc âm thanh trong cùng môi trường.
Trong trường hợp c là vận tốc âm thanh trong môi trường là chất khí, số Mach có thể được tính theo công thức sau:
{\displaystyle {\mathit {Ma}}={\frac {v}{\sqrt {\kappa (T)R_{S}T}}}}.
trong đó {\displaystyle \kappa } là tỷ số giữa nhiệt dung riêng đẳng áp và nhiệt dung riêng đẳng tích ({\displaystyle {\frac {c_{P}}{c_{V}}}}), {\displaystyle R_{S}} là hằng số khí, và {\displaystyle T} là nhiệt độ của môi trường chất khí đang xét.

## Đặc trưng
Số Mach (M) là một đại lượng không thứ nguyên, đặc trưng cho các vấn đề sau:
- Ảnh hưởng của lực nén lên dòng chảy chất khí. Với các dòng chảy có số Mach nhỏ hơn nhiều so với 1 (trên thực tế thường là nhỏ hơn 0,3) thì có thể xem xét như dòng chảy không nén.
- Tỉ lệ cơ năng của chuyển động so với nội năng của chất khí. Nếu chúng ta biểu diễn {\displaystyle v\sim {\sqrt {mv^{2}/2}}}, còn {\displaystyle c\sim {\sqrt {\kappa RT}}} thì số Mach có thể xem như một đại lượng thể hiện tỉ lệ cơ năng so với nội năng của chất khí.
- Tiêu chí phân hạng các chế độ chảy của môi trường. Dựa vào giá trị Mach nhỏ hơn, lớn hơn hay lớn hơn rất nhiều so với 1 mà dòng chảy được phân ra làm các chế độ chảy dưới âm thanh (M <1), siêu thanh (M>1), cực siêu thanh (M>5).

## Phân hạng
Số Mach thường được sử dụng khi vận tốc chuyển động chịu ảnh hưởng lực nén của môi trường và được chia làm nhiều hạng tốc độ:
|     |     |
| (a) | (b) |

- Ma <0,3: dòng chảy không bị nén khi Ma < 0,3. Ảnh hưởng của lực nén lên dòng chảy là không đáng kể, có thể bỏ qua.
- Ma < 1: dòng chảy dưới vận tốc âm thanh
- Ma ~ 1: chế độ lân cận vận tốc âm thanh. Thường trong chế độ này thường xuất hiện các vùng dưới âm thanh, và vùng siêu âm cục bộ. Chế độ này là chế độ không tối ưu cho các phương tiện bay vì lực cản tăng lên đột ngột so với các chế độ khác. Giá trị Mach trong phạm vi từ 0,8 đến 1,2 thường được xếp vào chế độ này.
- Ma > 1: dòng chảy trên âm
- Ma >> 1: dòng chảy cực siêu thanh. Thường thì khi Ma > 5 sẽ xuất hiện các biến đổi hóa tính của môi trường như ion hóa chất khí.

Máy bay quân sự thì có thể đạt đến M=3 do yêu cầu về độ bền kết cấu

## Trong hàng không

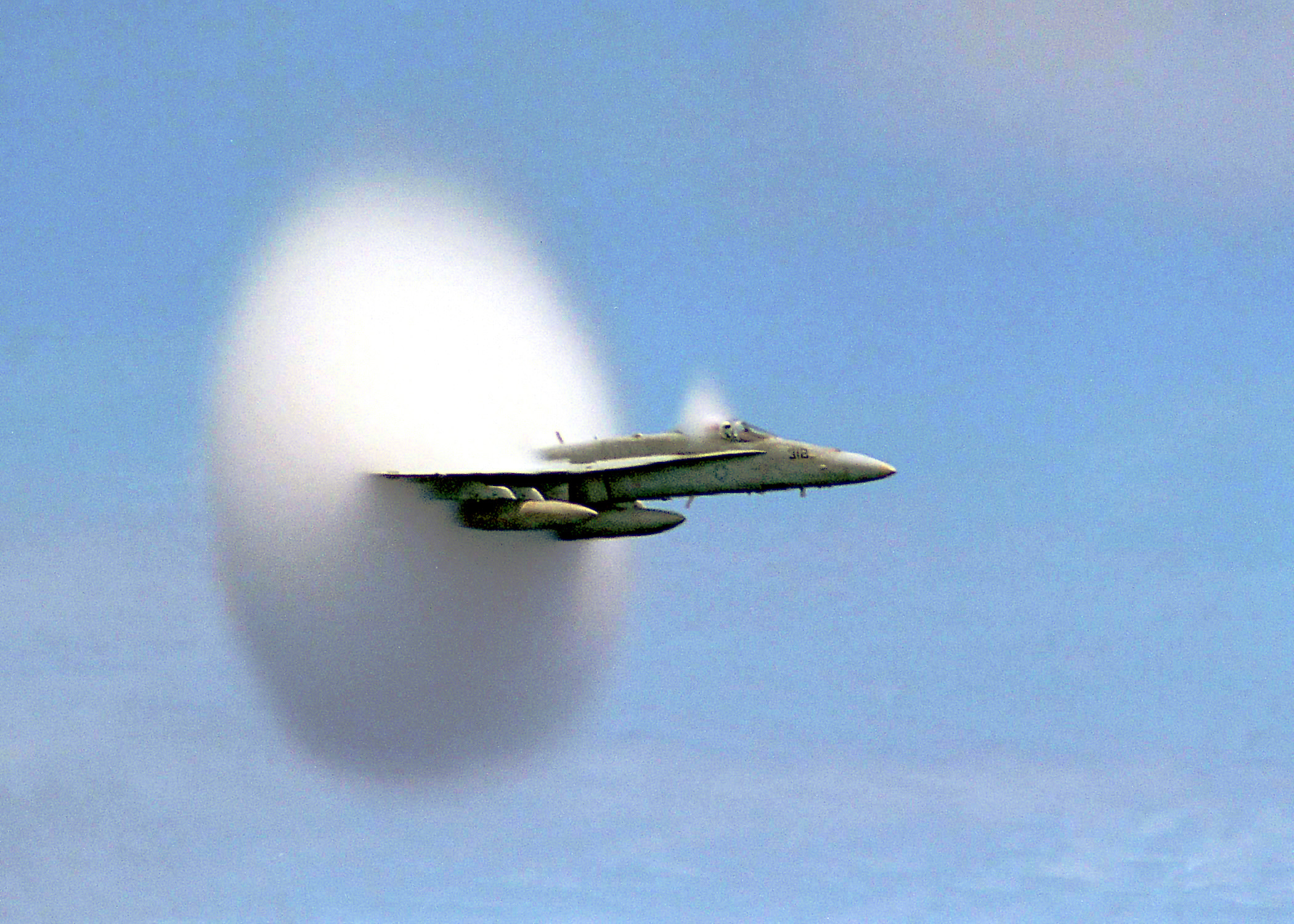
Máy bay F/A-18 Hornet ở vận tốc vượt âm thanh cho thấy điểm đơn Prandtl-Glauert (nón hơi nước) ngay trước khi đạt vận tốc âm thanh.

Trong ngành hàng không, số Mach thường được coi là một trong những yếu tố công suất cho những loại máy bay có vận tốc lớn hơn hoặc gần bằng 400 km/h. Vì vận tốc âm thanh liên quan đến mật độ không khí, đồng thời mật độ không khí phụ thuộc vào độ cao của máy bay và nhiệt độ không khí, để giữ ổn định vận tốc bay, số Mach phải phụ thuộc vào độ cao và tình trạng khí quyển cụ thể của chuyến bay. Để có thể so sánh, công suất các máy bay (bao gồm vận tốc và số Mach) được tính sang công suất ở trạng thái khí quyển tiêu chuẩn.
| Nhiệt độ | Vận tốc âm thanh | Vận tốc âm thanh |
| -------- | ---------------- | ---------------- |
| −50 °C   | 1.076 km/h       | ≈ 300 m/s        |
| 0 °C     | 1.193 km/h       | ≈ 331,5 m/s      |
| 20 °C    | 1.235 km/h       | ≈ 343 m/s        |
| 25 °C    | 1.245 km/h       | ≈ 346 m/s        |
| 100 °C   | 1.394 km/h       | ≈ 387 m/s        |
| 250 °C   | 1.652 km/h       | ≈ 459 m/s        |

Vận tốc âm thanh trong môi trường không khí ở nhiệt độ 25 °C, trên mặt nước biển bằng khoảng 346 m/s, ở nhiệt độ 20 °C là 343 m/s. Ở nhiệt độ -50 °C (độ cao khoảng 10.000m), vận tốc âm thanh 299,8 m/s = 1079,3 km/h. Một chiếc máy bay bay với số Mach 0,85 trong điều kiện này sẽ có một vận tốc là 254,83 m/s = 917,39 km/h.